# Cataractispora receptaculorum
Cataractispora receptaculorum är en svampart som beskrevs av W.H. Ho, K.D. Hyde & Hodgkiss 2004. Cataractispora receptaculorum ingår i släktet Cataractispora och familjen Annulatascaceae.   Inga underarter finns listade i Catalogue of Life.